# مقر شركة بوينغ العالمية

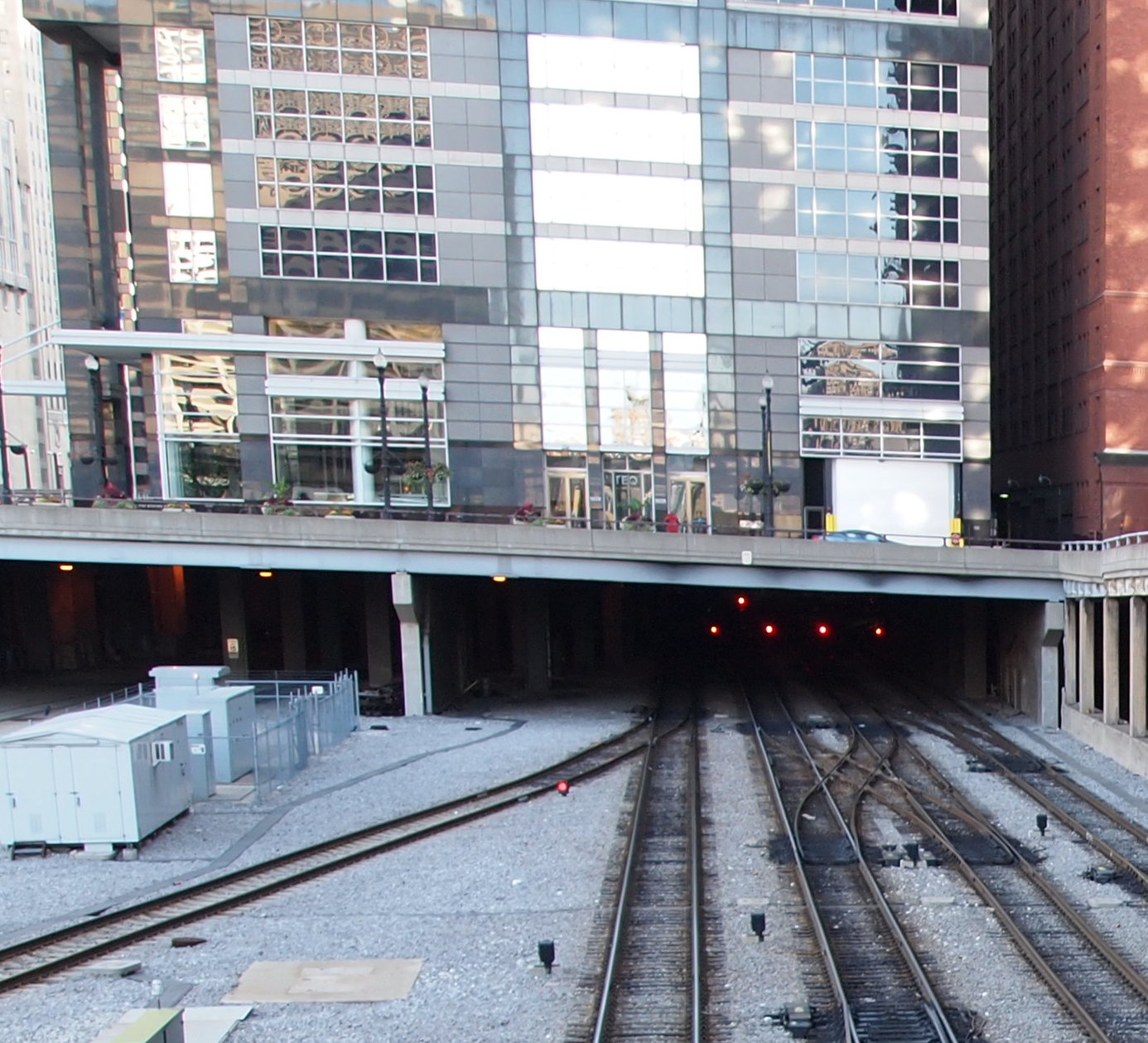
شُيد المبنى فوق خطوط سكة حديد نشطة، مما استلزم وجود نظام دعم هيكلي معقد

مبنى بوينغ (بالإنجليزية: Boeing Building)‏ (عُرف سابقًا باسم مقر شركة بوينغ العالمية وقبلها باسم مبنى مورتون الدولية) ناطحة سحاب مكونة من 36 طابقًا. يقع المبنى على الجانب الغربي من نهر شيكاغو. صُمم المبنى بنظام هيكلي يستخدم دعامات فولاذية لدعم الزاوية الجنوبية الغربية المعلقة لمرور مسارات السكك الحديدية من تحته.
شُيد المبنى في الأساس لصالح شركة مولتون للملح في عام 1990، إلا أن معظمه أصبح شاغرًا لمدة عقد من الزمن بعد الاستحواذ على الشركة وتقليص حجمها. نقلت بوينغ مقرها في عام 2001 بعد قرار مغادرة سياتل إلى شيكاغو. بحلول عام 2021 ومع تعامل المسؤولين التنفيذيين في الشركة مع التداعيات السياسية والاقتصادية لحظر طيران بوينغ 737 ماك وأثر جائحة فيروس كورونا على صناعة الطيران ذكرت وكالة رويترز أن التحول في الأولويات جعل المبنى «مدينة أشباح». أعلنت شركة بوينغ في في العام التالي أنها ستنقل مقرها الرئيسي إلى أرلنغتون في فرجينيا، حيث يقع قسم الدفاع التابع لها.

## انظر ايضاً
- هندسة شيكاغو
- قائمة أطول المباني في شيكاغو
- قائمة أطول الأبراج

## وصلات خارجية
- الموقع الرسمي لبوينغ